# Marc Menchaca
Marc Menchaca est un acteur américain né le 10 octobre 1975 à San Angelo au Texas.

## Filmographie

### Cinéma
- 2002 : Pageant : Officier Paddy
- 2003 : Screen Door Jesus : Little Red
- 2004 : Alamo : Fifer
- 2004 : No Pain No Gain : le policier de l'université
- 2005 : The Intervention
- 2009 : Frame of Mind : l'interrogateur
- 2009 : Last Day of Summer : un employé du fret
- 2011 : Bright : Taylor
- 2011 : A Long Road : un employé
- 2011 : Lone : le député Lando
- 2013 : This Is Where We Live : Noah
- 2013 : Reservoir : Adam Pierce
- 2014 : La Femme de compagnie : Johnny
- 2014 : Knives : Papa
- 2015 : Reparation : Bob Stevens
- 2016 : Ace the Case : le tireur
- 2017 : Where Is Kyra? : Vine
- 2017 : Smartass : Rod
- 2017 : Song to Song : Cody
- 2019 : Every Time I Die : Jay
- 2019 : #Like : l'homme
- 2020 : The Evening Hour : Everett
- 2020 : Alone : un homme
- 2020 : Motherhood : Phillip
- 2021 : Playing God : Vaughn
- 2021 : The Rataliators : Jed
- 2021 : Personne ne sort d'ici vivant : Red
- 2021 : Treat : Mike
- 2022 : 9 Bullets : Shérif John Carter
- 2022 : Sick : Jason
- 2023 : The Creator : McBride
- 2024 : Phyllis, Silenced : Bob Corcoran
- 2025 : Companion de Drew Hancock : adjoint Hendrix

### Télévision
- 2001 : Arrest & Trial (en) : Junior (1 épisode)
- 2006 : Haine et Passions : un homme d'affaires (1 épisode)
- 2008 : Génération Kill : Sergent Mike Wynn (7 épisodes)
- 2009 : New York, section criminelle (1 épisode)
- 2009 : Les Experts : Manhattan : Leonard
- 2009 : Les Experts : Hank Rinaldi (1 épisode)
- 2009-2010 : Flashforward : Wheeler (3 épisodes)
- 2011 : Treme : James Distel (1 épisode)
- 2011 : The Glades : Michael Caldwell (1 épisode)
- 2011-2012 : Homeland : Lauder Wakefield (5 épisodes)
- 2012 : Person of Interest : Fox (1 épisode)
- 2013 : New York, unité spéciale : Officier Michael Groves (1 épisode)
- 2013-2015 : Inside Amy Schumer : Drew, Matt Forrester et Travis (3 épisodes)
- 2015 : Blacklist : Pierce (2 épisodes)
- 2015 : Togetherness : Colonel Sutton (1 épisode)
- 2015 : Chicago Police Department : Owen Kozelek (1 épisode)
- 2015 : Blue Bloods : Marty Brock (1 épisode)
- 2016 : Elementary : Détective Ryan Dunning (1 épisode)
- 2017 : The Son : Bigfoot Wallace (1 épisode)
- 2017-2022 : Ozark : Russ Langmore (11 épisodes)
- 2018 : MacGyver : Booth (1 épisode)
- 2018 : The Sinner : Glen Fisher (4 épisodes)
- 2019 : Manifest : James Griffin (3 épisodes)
- 2019 : Black Mirror : Kevin (1 épisode)
- 2019 : Hawaii 5-0 : Jackson Wilcox (1 épisode)
- 2019 : Comment élever un super-héros : Walter Mills (2 épisodes)
- 2020 : The Outsider : Jack Hoskins (9 épisodes)
- 2021 : Larry et son nombril : Klansman Joe (1 épisode)
- 2022 : Jack Ryan : Capitaine Andrew Bennett (2 épisodes)
- 2023 : White House Plumbers : Carl Shoffler (2 épisodes)
- 2025 : Dexter: Resurrection : Red

### Jeux vidéo
- 2003 : Freelancer
- 2018 : Red Dead Redemption II : Del Lobos